# Rudi Wünsche
Rudi Wünsche (* 5. Januar 1925 in Nostitz; † 4. Januar 2015 in Görlitz) war ein deutscher Maler und Gebrauchsgrafiker in der Lausitz.

## Leben und Werk
Nach dem Besuch der Grundschule absolvierte der Sohn eines Bauern eine Möbeltischlerlehre. Ab 1943 war er im Kriegsdienst und in sowjetischer Gefangenschaft. Ein Dresdener Kunststudent, den er in dieser Zeit kennenlernte, weckte in ihm die Leidenschaft für Malerei und Zeichnung. Ab 1947 nahm Wünsche Mal- und Zeichenunterricht bei dem Löbauer Maler Hanns Lindner (1885–1965). Darauf besuchte er die Malschule von Willi Schulz in Görlitz, wo er mit der Ästhetik der Neuen Sachlichkeit vertraut wurde. Ab Oktober 1949 studierte er u. a. bei Erich Fraaß und Rudolf Bergander Malerei an der Hochschule für Bildende Künste in Dresden. Zu seinen Kommilitonen gehörten dort u. a. Gerhard Richter und Jürgen Böttcher. Er wechselte dann zu Hajo Rose in den Fachbereich Angewandte Kunst, wo er die Prinzipien der baugebundenen Kunst erlernte, die für sein späteres Werk grundlegend werden sollten. 1953 erhielt er sein Diplom als Gebrauchsgrafiker.
Er ging als freischaffender Künstler nach Bautzen. Neben seiner freien künstlerischen Arbeit übernahm er gebrauchsgrafische Aufträge und unterrichtete von 1956 bis 1964 in einem Mal- und Zeichenzirkel, den zuvor Harald Metzkes geleitet hatte. 1968 übernahm Wünsche in Görlitz die Werkstätten für Glasmalerei und Mosaik von Johannes Walter Deckwarth. Er arbeitete weiter als Maler, schuf nun aber insbesondere eine Vielzahl von baugebundenen Wand-, Raum- und Fassadengestaltungen und farbigen Glasfenstern in Görlitz und weiteren Städten, u. a. in Berlin, Bad Muskau, Hoyerswerda und Niesky, im Freiberger Dom und in der Stiftskirche von Kloster Wechselburg. Dabei war die Farbe für ihn immer ein bestimmendes Element. Nach der deutschen Wiedervereinigung wurde ein Teil dieser Arbeiten vernichtet.
Wünsche war Mitglied des Künstlerbunds Dresden.
Bilder Wünsches befinden sich u. a. im Bestand der Kunstsammlung Lausitz, Senftenberg.

## Rezeption
„Rudi Wünsche ist stets offen gewesen für künstlerische Entdeckungen. Wenn eine neue Strömung seinen ästhetischen Vorstellungen entsprach, begann er seinen Malstil zu verändern. Daher ist sein Werk sehr vielfältig und changiert abwechslungsreich zwischen realistischen und abstrakten Inhalten.“

## Auszeichnungen
- 1961: Aufbaunadel in Silber der Stadt Hoyerswerda

## Werke (Auswahl)

### Malerei, Zeichenkunst und Grafik
- Winter (Aquarell; ausgestellt 1948 auf der 2. Jahresausstellung Lausitzer Künstler)[2]
- Erde im Frühjahr (1958, Öl, 18 × 59 cm)
- Landschaft (Aquarell, 1973)[3]
- Blick aus dem Atelierfenster (Aquarell, 1973)[3]
- Spuren. Ein Jahrbuch (Serie von Collagen auf Bütten, 1999)[4]

### Buchillustrationen
- Lothar Küken, Bernd Richter: Die katholischen Kirchen in Görlitz. Benno-Verlag, Leipzig 1993, ISBN 3-7462-1063-1.

## Ausstellungen (unvollständig)

### Einzelausstellungen
- 1964: Görlitz
- 1985: Görlitz, Galerie am Schönhof (Malerei, Zeichnungen)
- 1986: Leipzig, Klubgalerie G.- W.-Leibniz-Klub (mit Siegfried Schreiber)
- 2005: Görlitz, Oberlausitzer Kunstverein („Rudi Wünsche. Bildfindungen.“)
- 2013: Görlitz, Klinikum Görlitz (Abstrakte farbige Kompositionen)
- 2015: Görlitz, Landratsamt

### Ausstellungsbeteiligungen
- 1948: Bautzen, Stadtmuseum (2. Jahresausstellung Lausitzer bildender Künstler)
- 1957: Dresden, 2. Bezirkskunstausstellung
- 1961: Berlin, Akademie der Künste (Jahresausstellung 1961. „Junge Künstler. Malerei“)
- 1996: Bautzen, Bautzener Kunstverein („1. Bautzener Herbstsalon“)
- 2003/2004: Pulsnitz, Galerie im Ernst-Rietschel-Geburtshaus („28 Künstler aus der Lausitz“)